# Vallauris
 Vallauris  (en occitano Valàuria) es una población y comuna francesa, en la región de Provenza-Alpes-Costa Azul, departamento de Alpes Marítimos, en el distrito de Grasse. Es el chef-lieu del cantón de Vallauris-Antibes-Ouest.

## Celebridades
El actor francés Jean Marais (1913-1998) pasó los últimos años de su vida en esta población, donde está enterrado. Vallauris también es conocida como uno de los lugares de residencia del pintor español Pablo Picasso entre 1947 y 1955, cuando se instaló en la villa «La Galloise», hasta su partida a Cannes.

## Demografía
| 1 479                     | 1 446 | 1 527 | 1 746 | 2 031 | 2 065 | 2 482 | 2 577 | 2 584 | 2 810 | 3 016 | 3 273 | 3 666 | 3 942 | 4 928 | 6 058 | 6 247 | 6 729 | 7 433 | 8 030 | 5 935 | 10 156 | 10 267 | 10 554 | 8 244 | 10 040 | 10 774 | 12 880 | 17 182 | 21 205 | 24 325 | 25 773 | 30 645 |
| (Fuente: Cassini e INSEE) |       |       |       |       |       |       |       |       |       |       |       |       |       |       |       |       |       |       |       |       |        |        |        |       |        |        |        |        |        |        |        |        |